# Style néo-baroque
Le style néo-baroque est un courant artistique de la fin du XIXe siècle dans les domaines de l'architecture et de la sculpture, dont les origines sont liées au style Second Empire.
En France, il prend aussi le nom de style « Troisième République flamboyant ».

## Architecture
Le néo-baroque est un style architectural né en France au milieu du XIXe siècle qui reprend la modénature (proportions et dispositions des éléments d’ornement) de l'architecture baroque.
Son exemple le plus célèbre, en France, est l'opéra Garnier à Paris. On peut également citer le théâtre du Capitole de Toulouse, reconstruit et décoré en 1923 par Paul Pujol dans ce style.
Le style trouve un développement particulier dans les pays germaniques à la fin du XIXe siècle et au tout début du XXe siècle. C'est l'une des raisons pour lesquelles on le rencontre fréquemment, aussi bien dans l'architecture profane que religieuse, en Lorraine et en Alsace. Le monument le plus important, tant par ses élévations que par sa décoration extérieure, est l'église Saint-Fridolin de Mulhouse, érigée de 1902 à 1906 par l'architecte Ludwig Becker. D'autres églises se distinguent par la qualité de leur décoration intérieure, comme l'église Saint-Maurice de Freyming-Merlebach, construite de 1911 à 1913, richement décorée par Paul Geissler avec des vitraux de Zettler de Munich. On peut également citer la tour-porche de l'église paroissiale de Seingbouse construite par l'architecte Schatz de Sarreguemines de 1870 à 1873.
En Allemagne, citons le musée de Bode de Berlin et les nombreux monuments du sculpteur Reinhold Begas. 
À Vienne, en Autriche, le Burgtheater est achevé en 1888 dans ce style.
En Belgique, citons l'église Saint-Josse à Saint-Josse-ten-Noode et, aux États-Unis, l'église Saint-François-Xavier à Manhattan, à New York.

Architecture néo-baroque
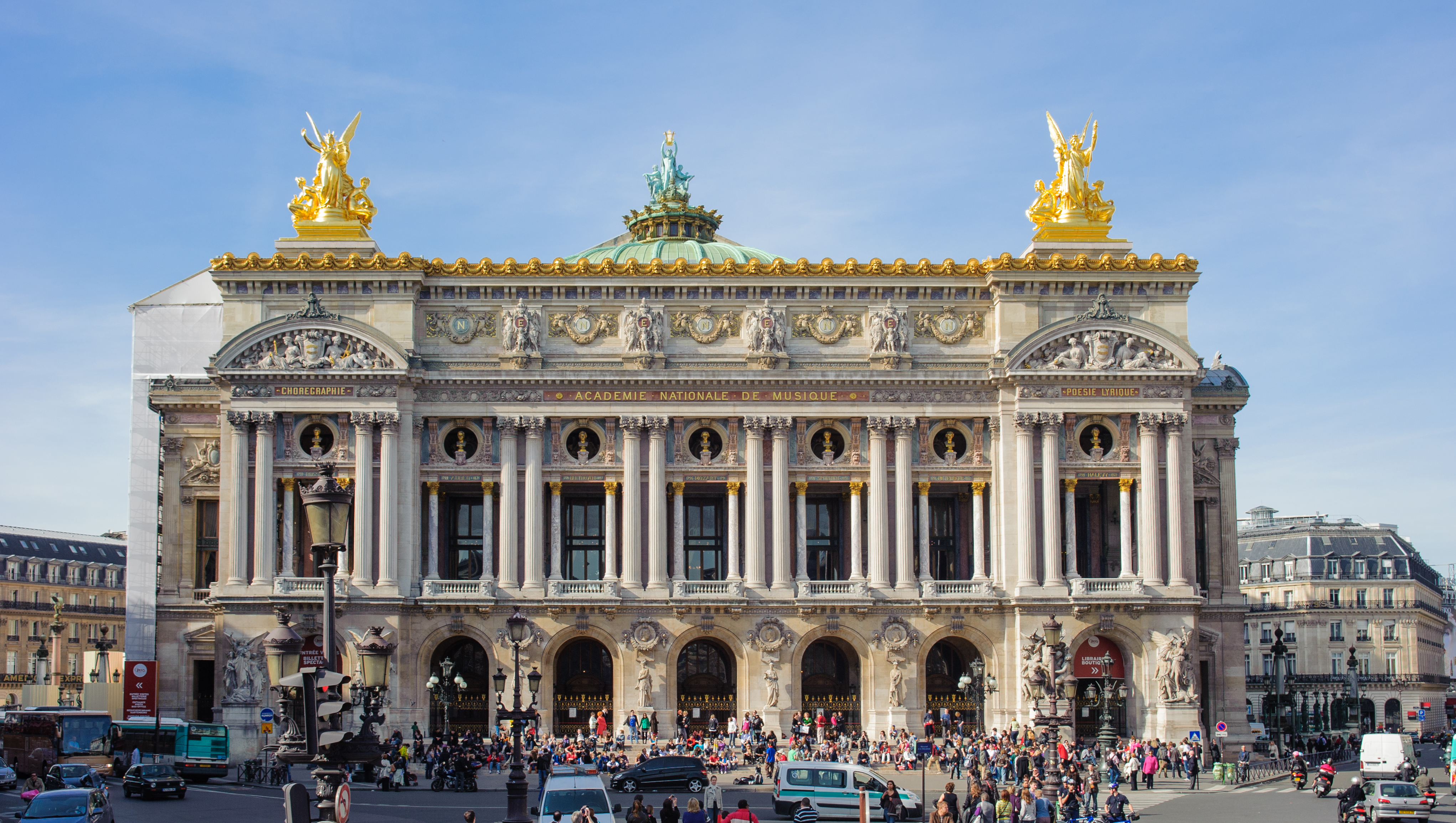
Façade du Palais Garnier (1875), Paris.
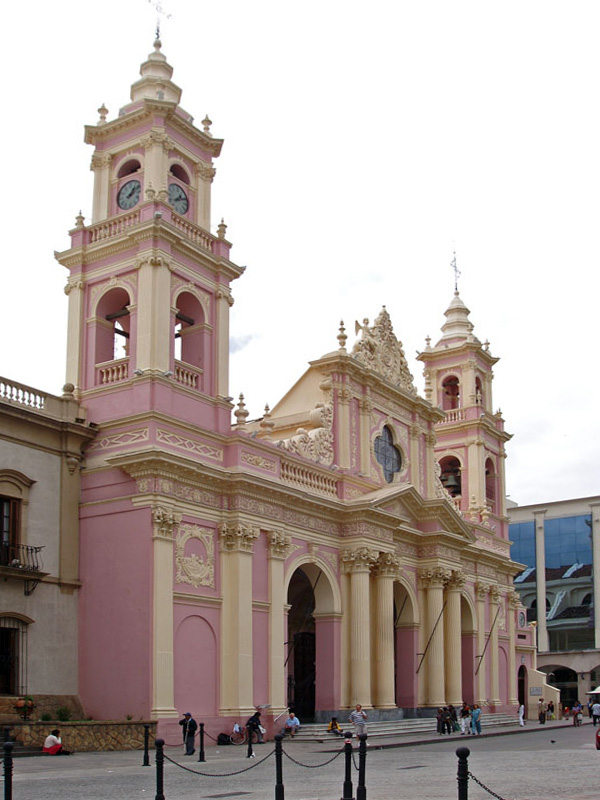
Cathédrale de Salta en Argentine (1858-1882).
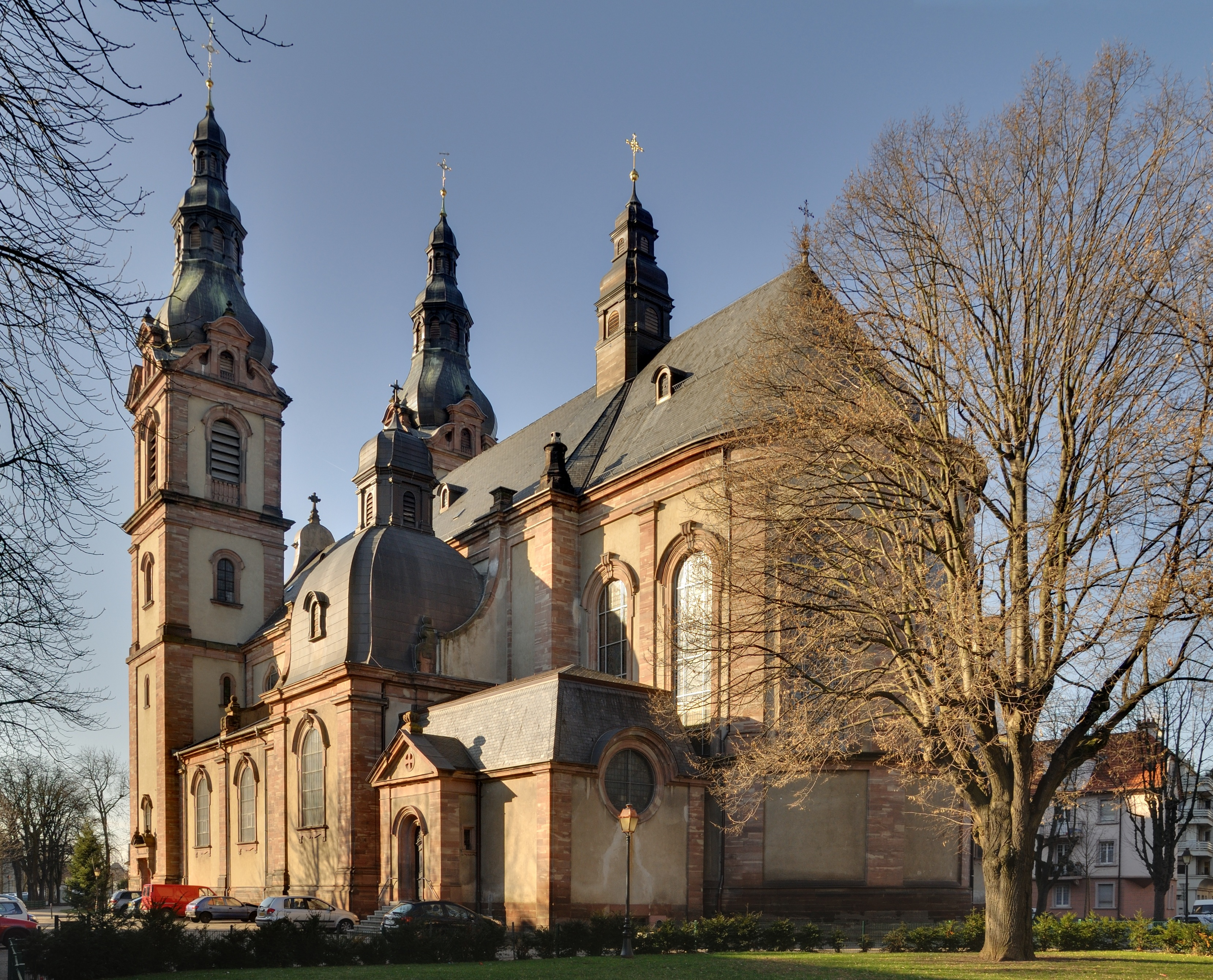
L'église Saint-Fridolin de Mulhouse (Haut-Rhin, 1906).
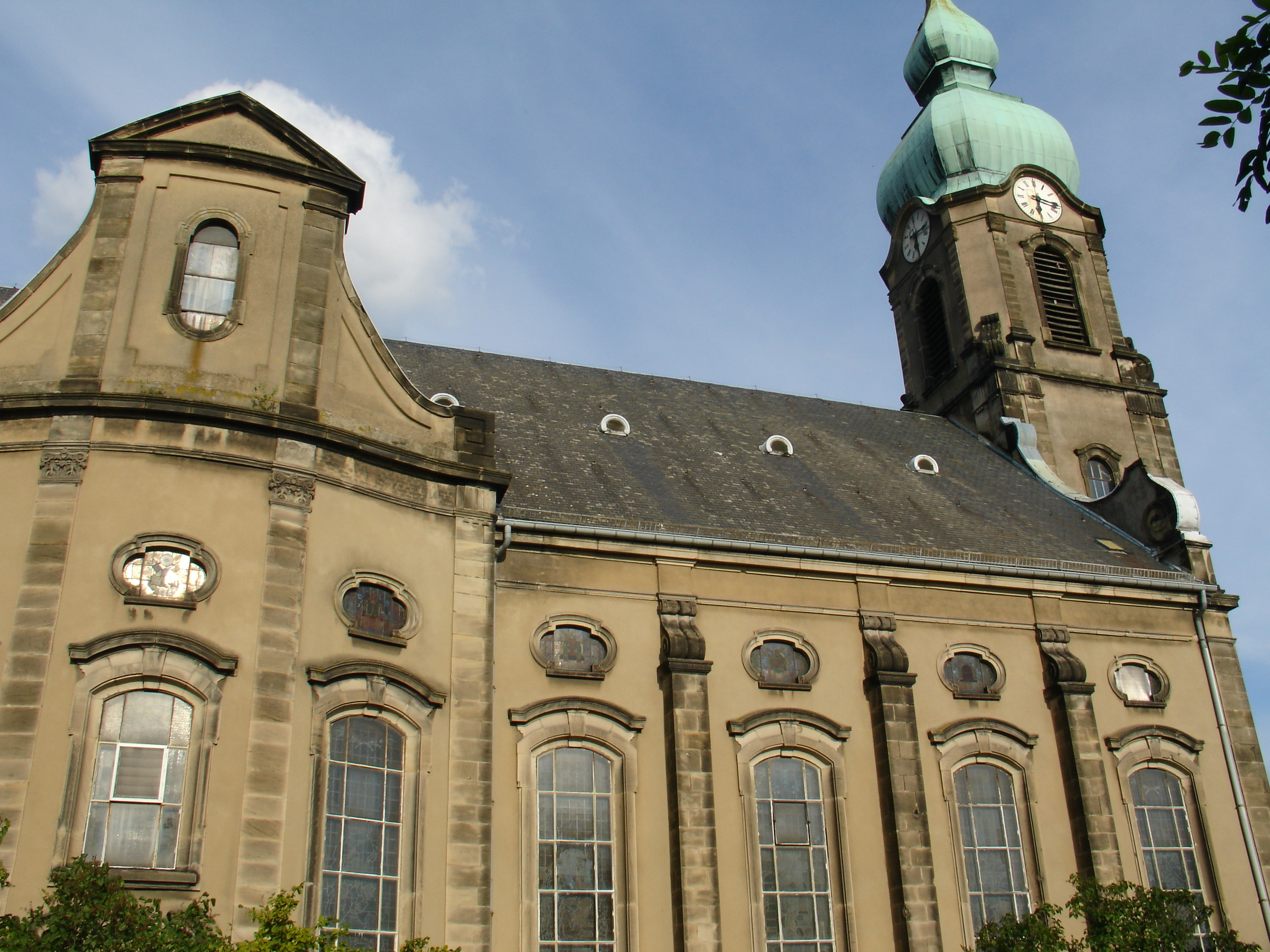
L’église Saint-Maurice de Freyming-Merlebach (Moselle) (1913).
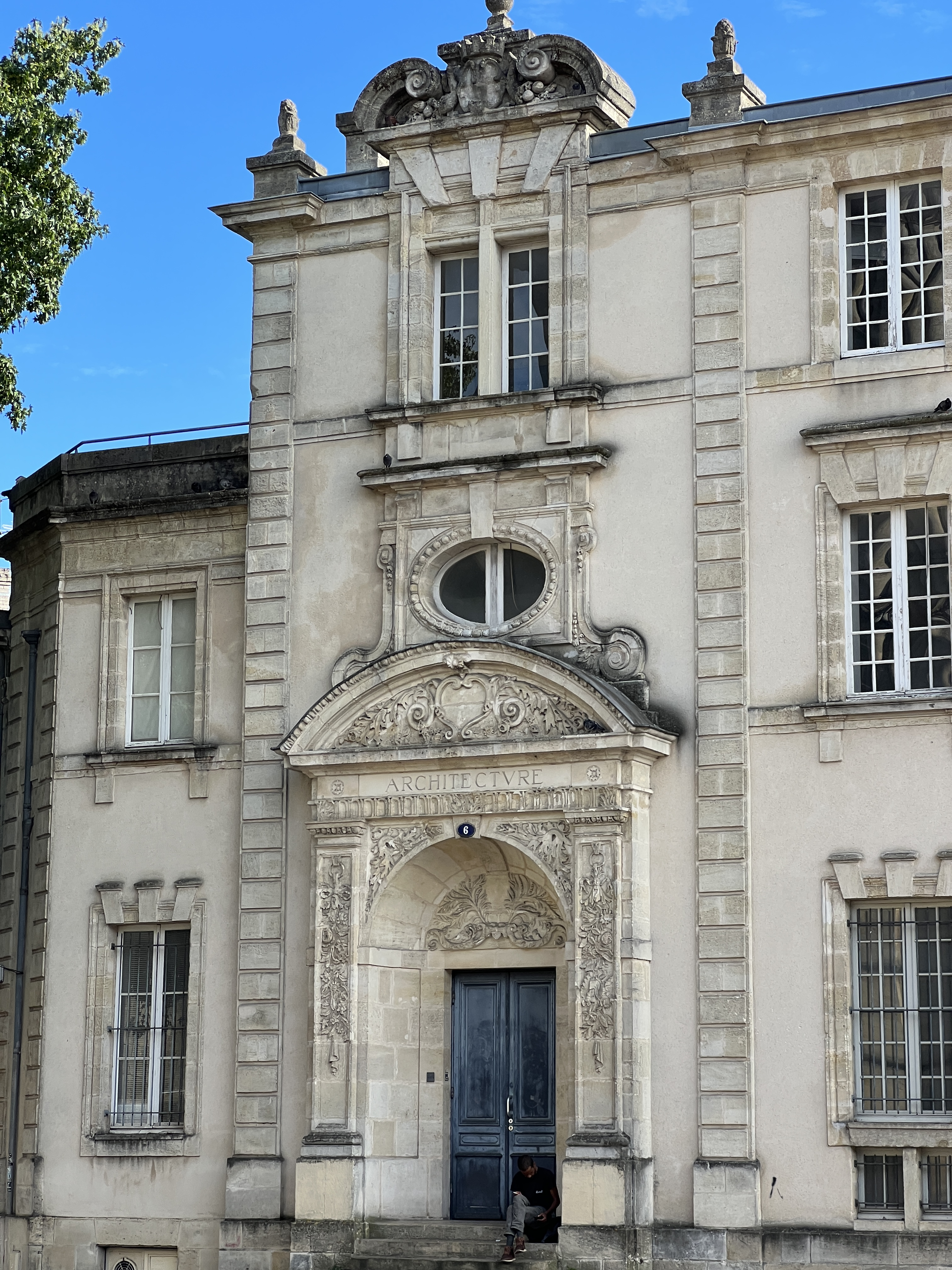
Ancienne caserne de pompiers, place Renaudel, Bordeaux.
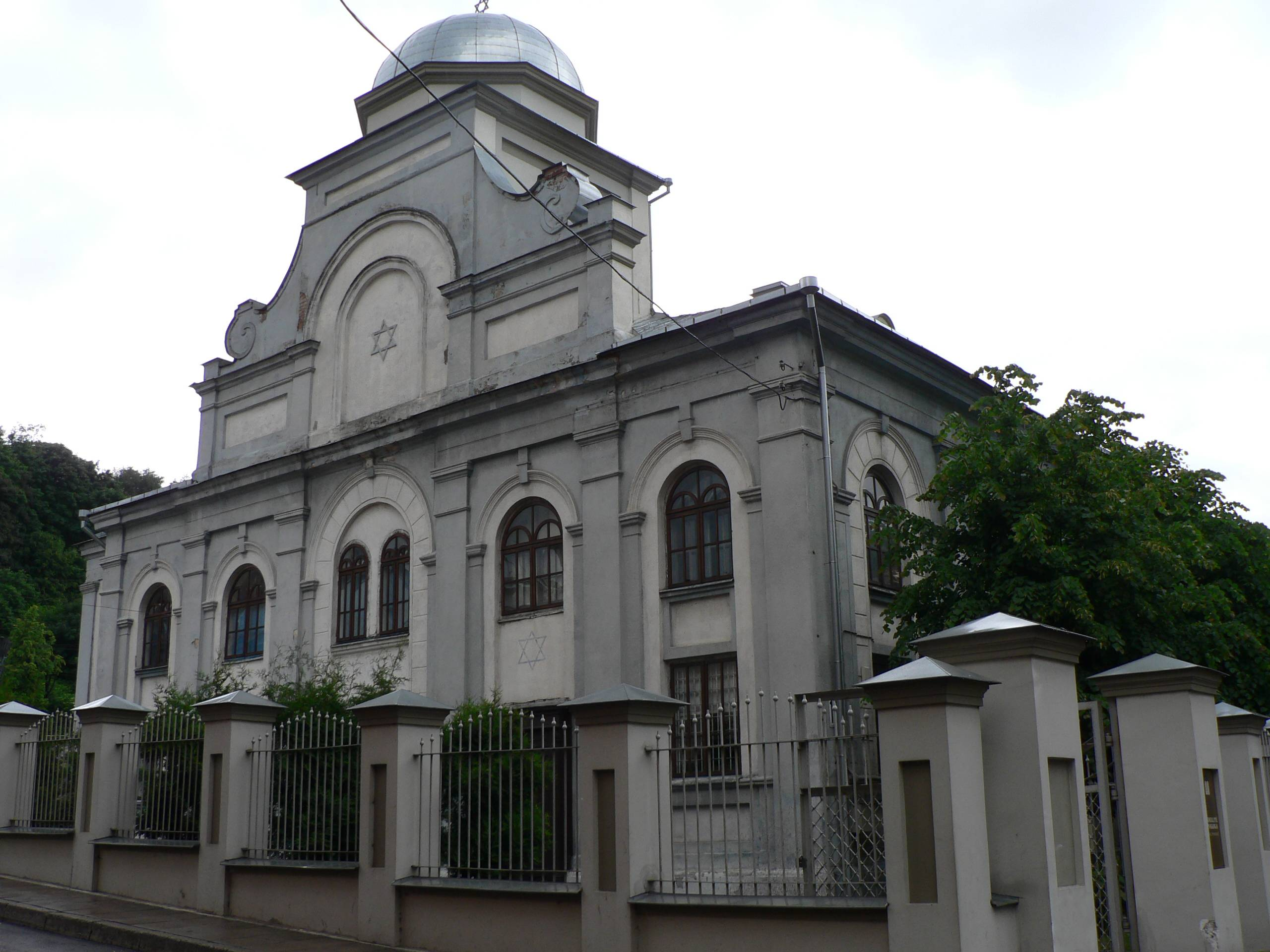
Synagogue de Kaunas, en Lituanie, 1872.

## Sculpture
Le courant néo-baroque est également un style caractéristique de l'éclectisme stylistique de la sculpture française de la Troisième République. En rupture avec les poses retenues et les profils sobres de la sculpture académique, le style néo-baroque est caractérisé par l'abondance décorative et une recherche du mouvement par des gestes théâtraux, des poses contorsionnées ou des compositions dont les lignes de force sont, entre autres, basées sur l'arabesque ou la spirale.
Dans le sillage de Jean-Baptiste Carpeaux, parmi les sculpteurs les plus représentatifs de ce courant on peut citer : Jules Dalou, Alexandre Falguière, Ernest Barrias, Raoul Larche, Antoine Injalbert, Émile Peynot, Georges Récipon, Antonin Mercié, Denys Puech, Laurent Marqueste ou Jules Coutan.

Sculpture néo-baroque
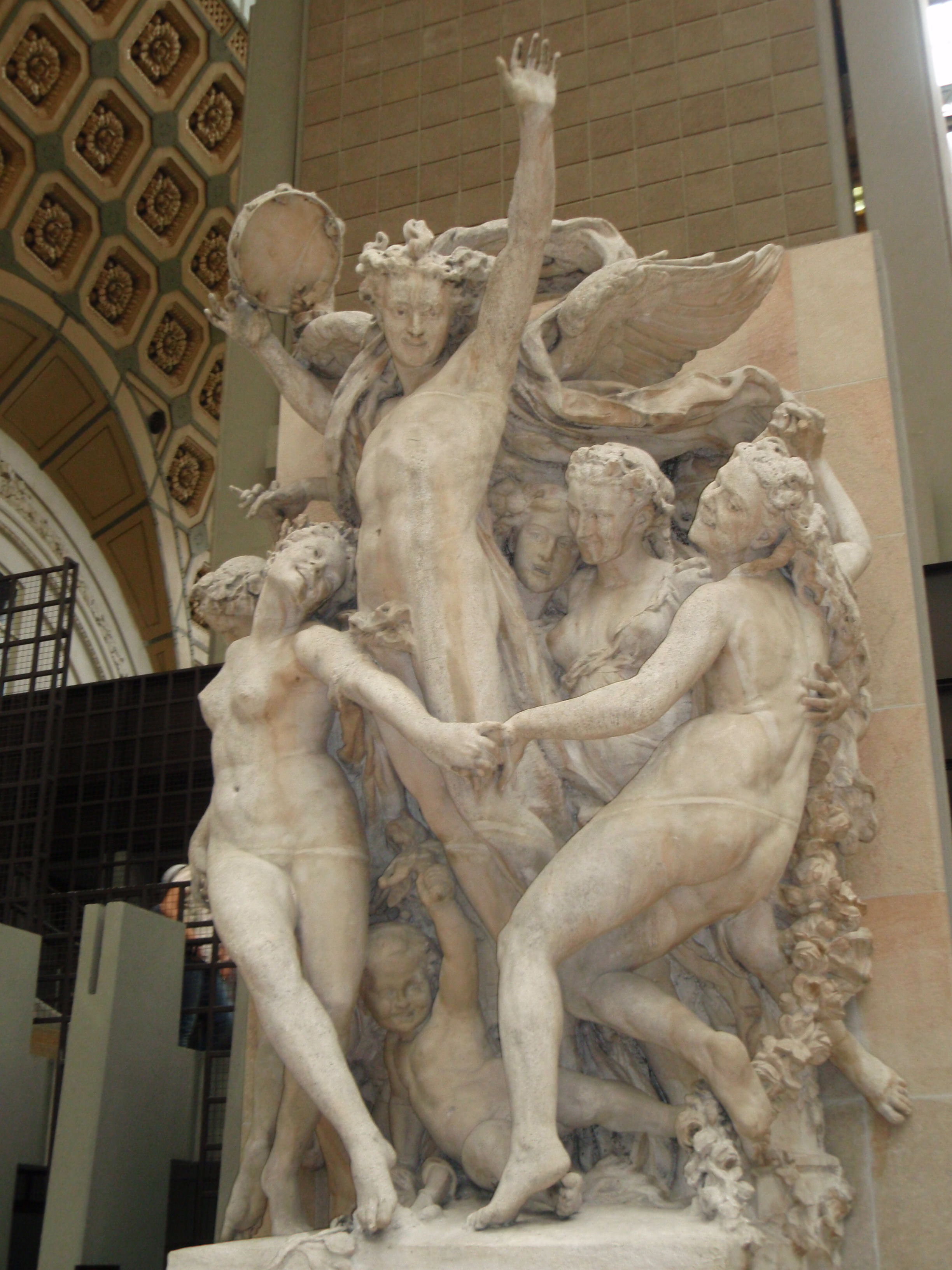
Jean-Baptiste Carpeaux, La Danse (1869), Paris, musée d'Orsay.
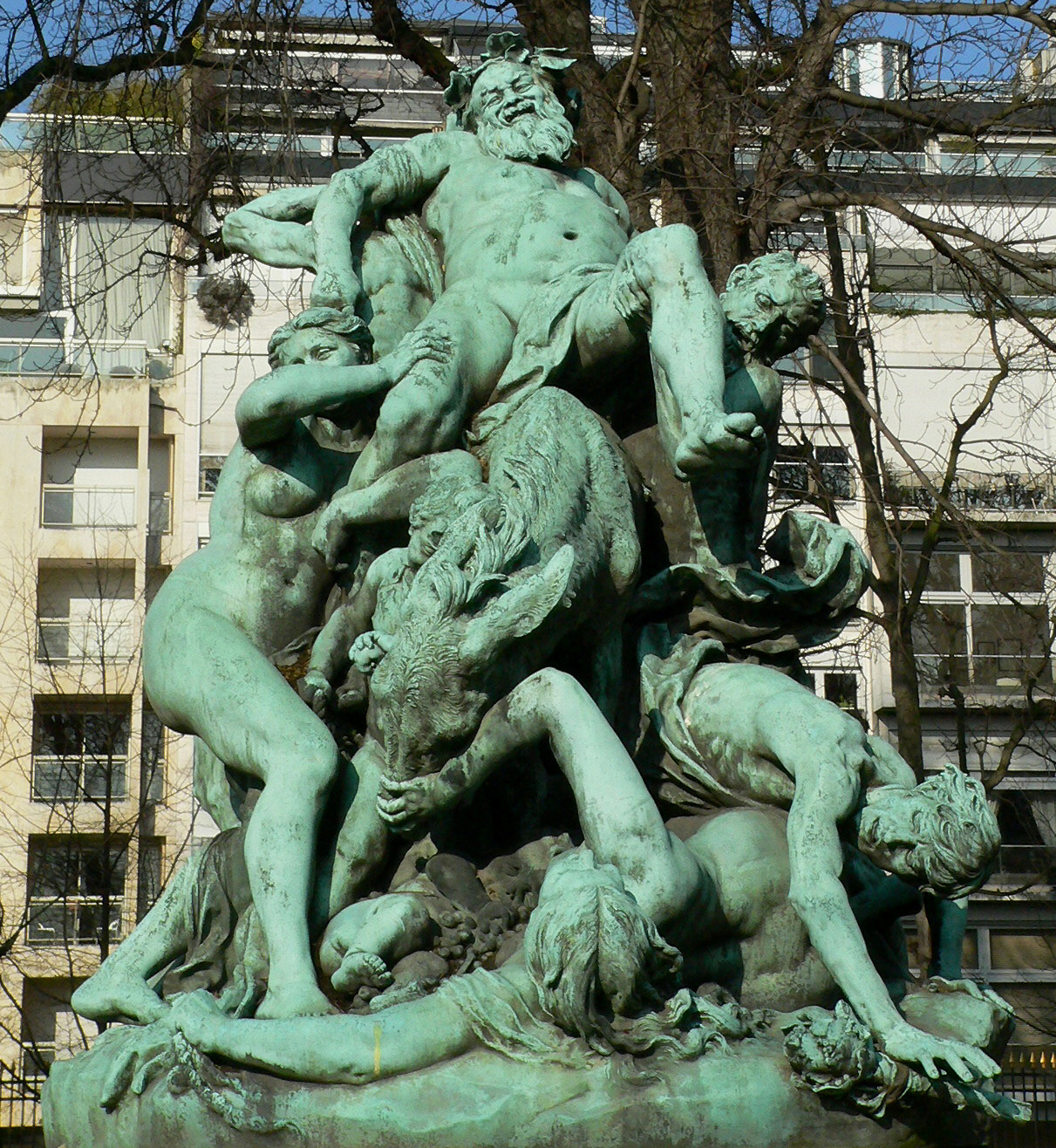
Jules Dalou, Le Triomphe de Silène (1885), Paris, jardin du Luxembourg.
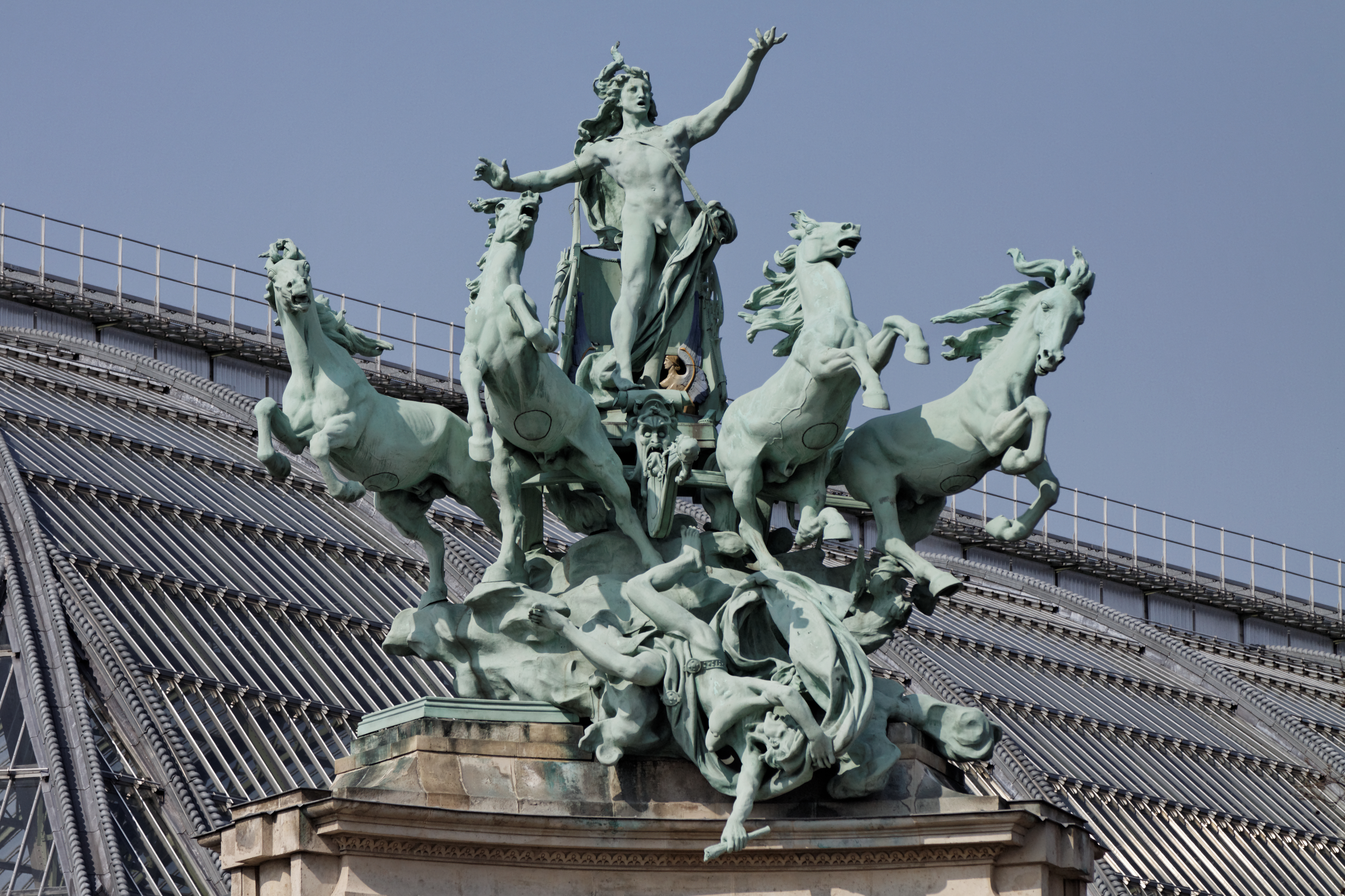
Georges Récipon, L'Harmonie dominant la Discorde (1898-1901), Paris, Grand Palais.